# Rafael Iglesias (bobåkare)
Rafael E. Iglesias, var en argentinsk bobåkare. Han deltog vid olympiska vinterspelen i Sankt Moritz 1928. Hans lag kom på fjärde plats.